# Frank Masley
Francis Joseph Masley dit Frank Masley, né le 30 juin 1960 à Wilmington (Delaware) et mort le 10 septembre 2016 dans la même ville, est un lugeur américain ayant pris part à des compétitions dans les années 1980.

## Biographie
Frank Masley a été porte-drapeau olympique de la délégation américaine aux Jeux olympiques d'hiver de 1984.